# Avex Taiwan
Avex Taiwan Inc. (chinês tradicional: 愛貝克思股份有限公司, antigamente 艾迴唱片公司 ou 艾迴股份有限公司) é uma companhia de entretenimento e gravadora, com sede em Taiwan. Ela foi fundada em julho de 1998. 